# Óblast d'Oriol
L'óblast d'Oriol (en rus Орло́вская о́бласть, transliterat Orlóvskaia óblast) és un subjecte federal de Rússia.